# Biston funebraria
Biston funebraria là một loài bướm đêm trong họ Geometridae.